# Гербовник Золотого руна
Великий гербовник лицарів Золотого руна та Європи (фр. Grand Armorial équestre de la Toison d'or et de l'Europe) — французький незакінчений гербовник середини XV століття. Складений між 1430—1461 роками. Містить кольорові зображення гербів європейської шляхти і монархів Священної Римської імперії, Франції, Англії, Шотландії, Кастилії, Арагону, Португалії, Сицилії, Польщі, Богемії, Норвегії, Швеції тощо. Зберігається у Національній бібліотеці Франції.

## Історія
Гербовник складений при дворі герцога Бургундського Філіппа III в період між 1430 і 1461, імовірно, Жаном Ле Февром де Сен-Ремі (Jean Le Fèvre de Saint-Remy), першим герольдмейстером ордена Золотого руна. Він складається з 167 двосторонніх листів, кожен розміром 29 на 21 см. Малюнки виконані пером і кольоровою гуашшю. 4 листи присвячені гербам Польщі, куди увійшли й герби української шляхти.
Умовно поділений на дві частини, перша з яких являє собою загальний європейський гербовник, друга є прикладом інституційного гербовника і присвячена лицарям ордена Золотого руна.
Перша частина: Гербовий Європи зображує герби й лицарів Священної Римської імперії, Франції, Англії, Польщі, Шотландії, Кастилії, Арагона, Португалії, Наварри, Сицилії, Угорщини, Богемії, Швеції, Норвегії, Фландрії та інших.
Друга частина: гербовник лицарів ордена Золотого руна, містить 57 кінних зображень лицарів, прийнятих в орден з 1430 по 1461 роки з підписами імен, а також дат і місць посвяти в орден.
Оригінал Великого гербовника лицарів Золотого руна зберігається в Арсенальній бібліотеці в Парижі (Bibliotheque de l'Arsenal, Paris).

## Галерея

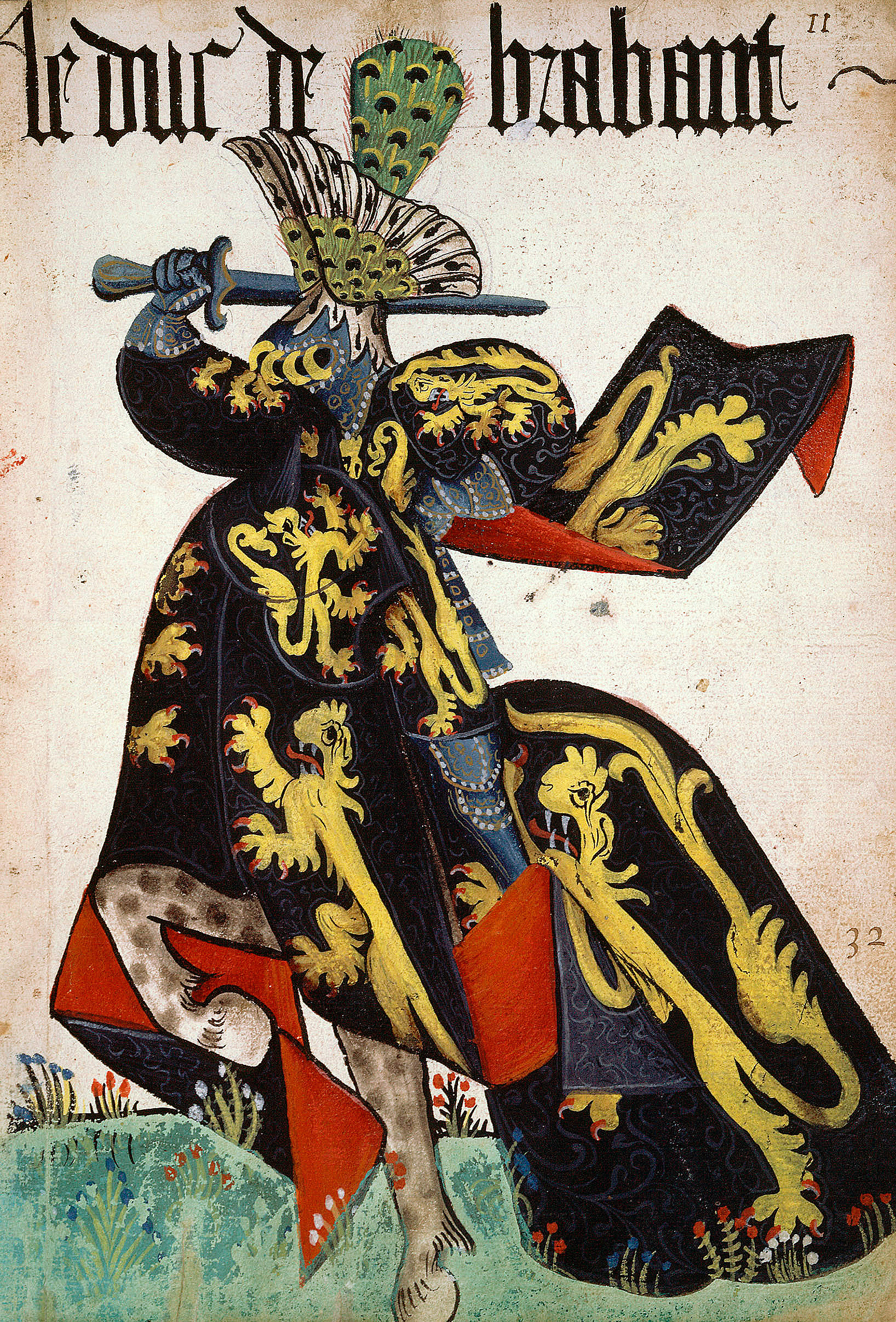
Герцог Брабантський f. 11
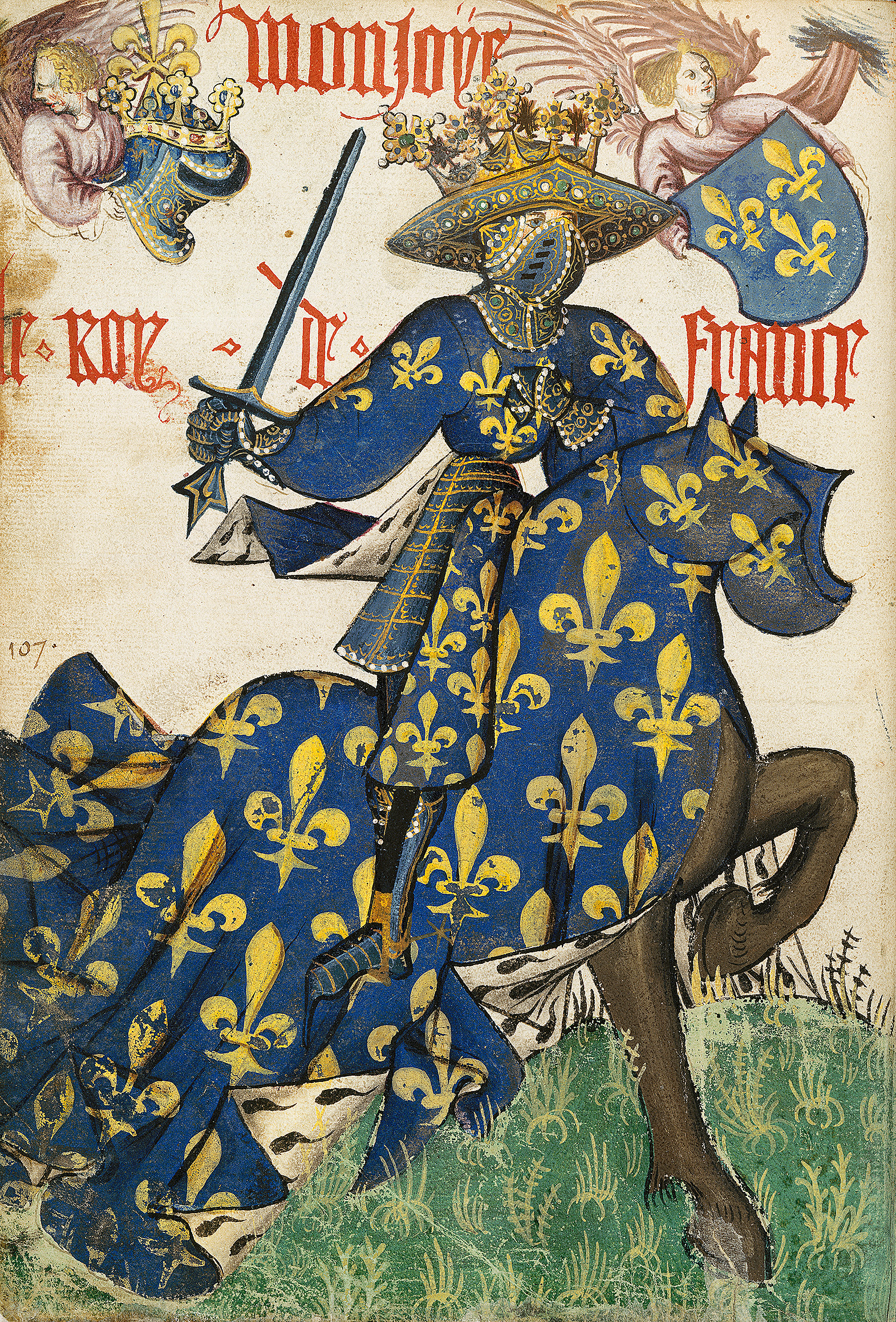
Король Французький f.47
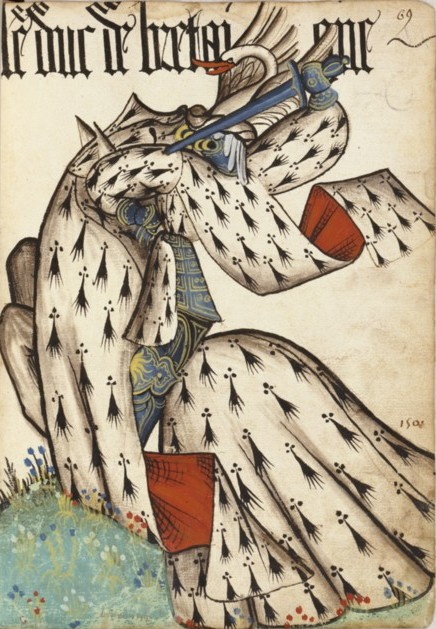
Герцог Бретанський f. 69
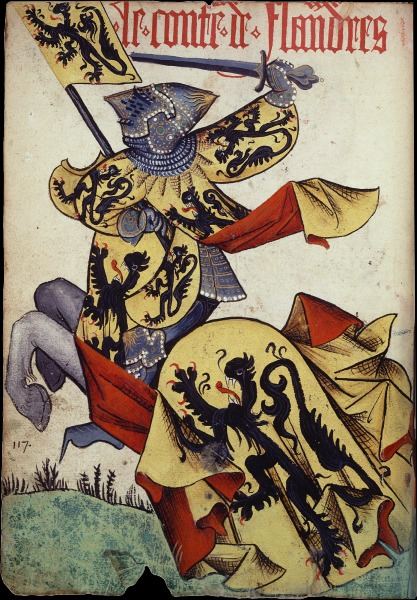
Граф Фландрський Філіпп ІІІ
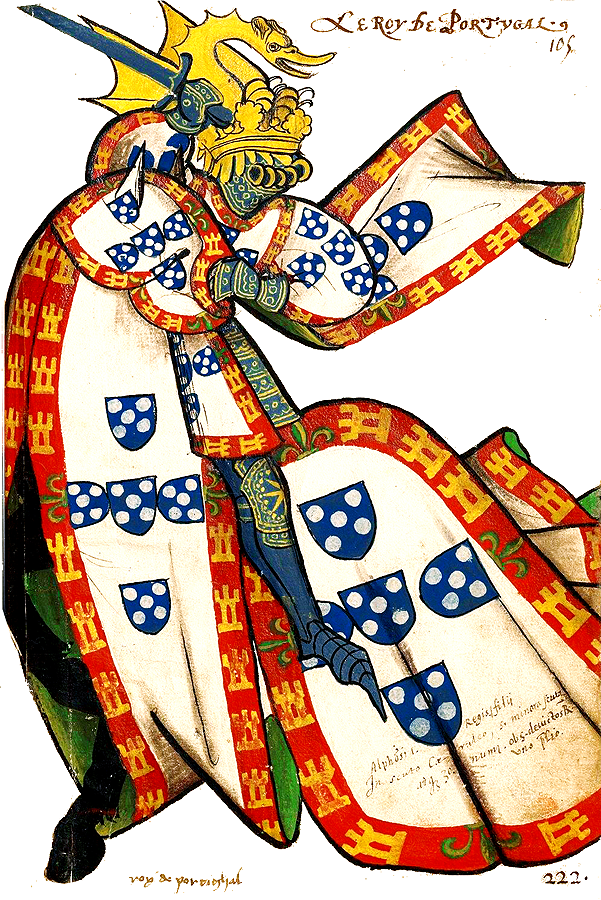
Король Португальський f. 105r
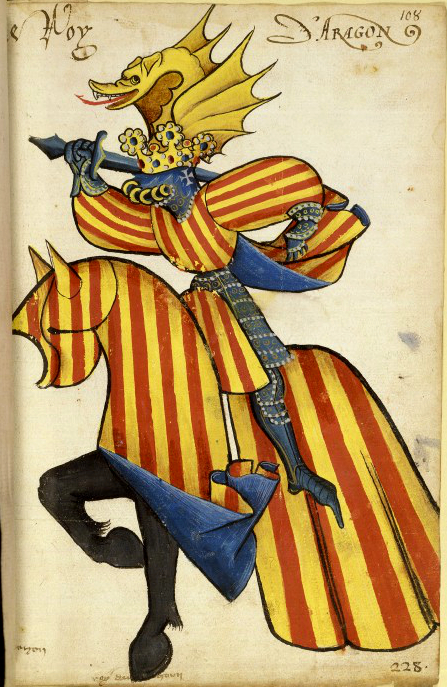
Король Арагонський f. 106r
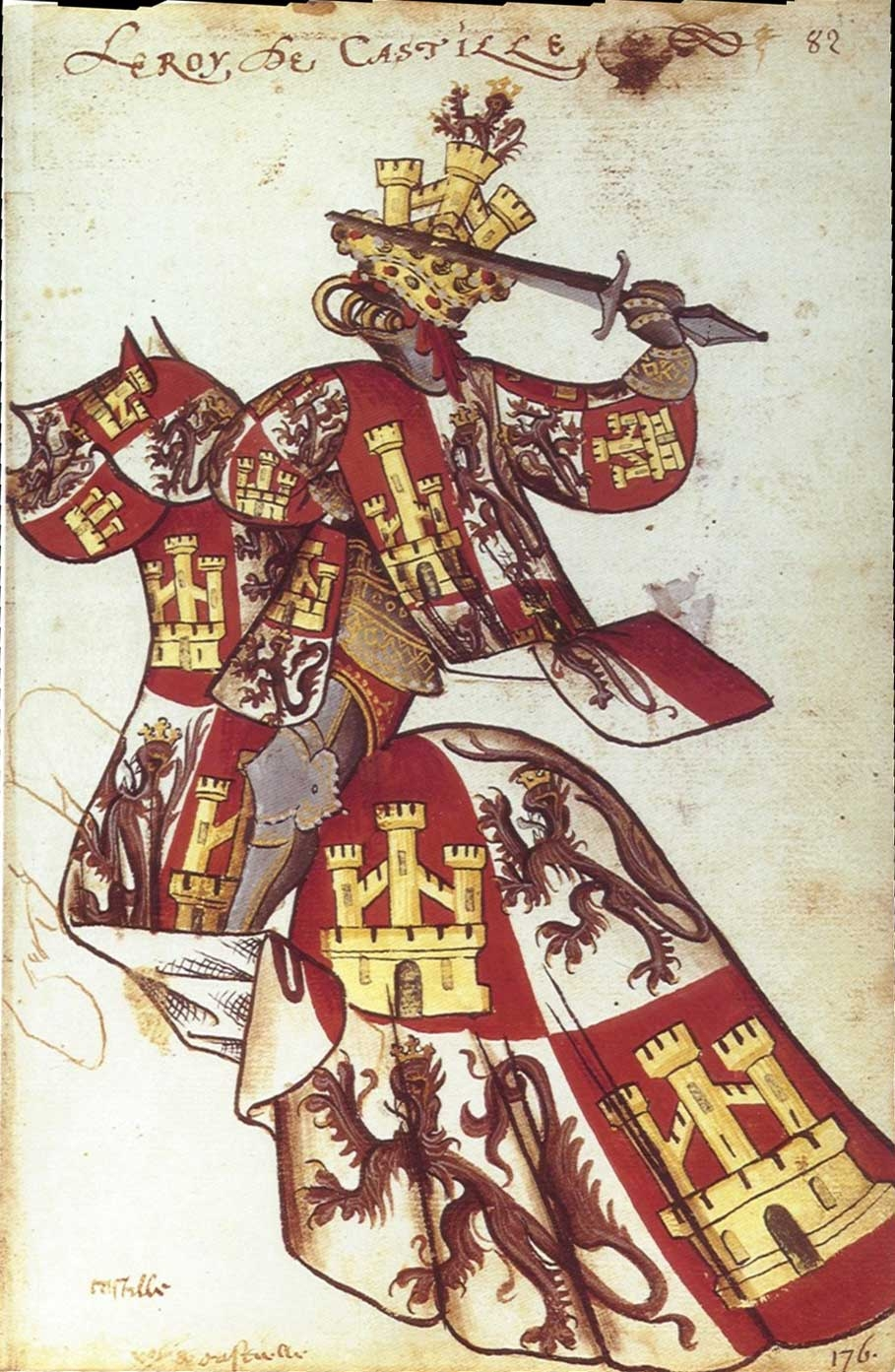
Король Кастильський f. 108r

## Рукопис
- Armorial de l'Europe et de la Toison d'or [Архівовано 31 березня 2019 у Wayback Machine.] // Bibliothèque nationale de France